# Studio 92
Studio 92 es una emisora de radio peruana cuya programación se basa en música juvenil en inglés y español. Fue lanzada al aire el 23 de septiembre de 1983 y es propiedad del Grupo RPP desde 1998.
Su estación principal es OCZ-4N FM, la cual transmite en la frecuencia 92.5 MHz del área metropolitana de Lima. Su señal está disponible por satélite para ser retransmitida por estaciones repetidoras a nivel nacional. Además, emite por internet a través del aplicativo celular AudioPlayer del Grupo RPP.

## Historia
Studio 92 fue lanzada al aire el 23 de septiembre de 1983. En sus inicios, emitía canciones de las décadas de 1970 y de la época con géneros musicales como rock, pop y baladas. Sus estudios se ubicaban en la avenida Camino Real 111, dentro del distrito de San Isidro.
Con el tiempo, la radio fue adaptándose a la moda musical de la época. En 1990, la emisora incorpora a la programación géneros tropicales como la salsa o el merengue. Esta decisión no fue bien recibida por la audiencia, lo que causó que al año siguiente fuesen retiradas de la programación.
En 1993, Studio 92 se convierte en la radio con la mayor sintonía general en Lima.[cita requerida] La estación se ofrecía como una alternativa a las radios de la época, que ofrecían salsa como principal género, ya que Studio 92 se distanciaba al emitir pop y rock moderno, junto al lema «No salsa». 
A mediados de los años 1990, se añade los géneros techno y eurodance a la programación de la emisora al volverse virales al nivel internacional, y durante 1996 y principios de 1997 retomaron -aunque en menor medida- la salsa (para competir con la desaparecida Sabor Mix 95.5 FM, que emitía mayormente eurodance y salsa). 
Sin embargo, en 1998 la radio fue puesta en venta debido al declive comercial y administrativo que experimentaba la estación, la cual fue finalmente adquirida por el Grupo RPP.
La programación, tras la venta, pasa a modificarse: los géneros techno, eurodance, salsa y las baladas fueron eliminadas de la programación. Además, la radio pasó a enfocarse en emitir canciones en inglés y español de la década de 1990 y de la época con algunos de 1980. Y también, se añaden otros géneros como el hip hop, el reggae, el pop latino, el R&B, el indie y la música electrónica, junto con el reestreno de programas como Los tres tristes tontos, Caídos del catre, entre otros.
En 2008, la emisora cambia de enfoque y añade el reguetón, música urbana, pop latino, reggae en español, hip hop latino y bachatas a su programación. 
Desde 2011, Studio 92 cambia de imagen corporativa, y la administración retira de la grilla de programación a todo género de música en español debido por la llegada de Radio La Zona (emisora del Grupo RPP que transmite principalmente música urbana) en la frecuencia previamente ocupada por CPN Radio y Radio Amor de Corporación Universal. Ese mismo año, algunas de sus repetidoras a nivel nacional fueron reemplazadas por Radio Oxígeno.
En 2012 se lanza al aire Orgullo peruano, programa radial de rock peruano emitido en las noches. Otuvo el reconocimiento de la Asociación Nacional de Anunciantes.
Un año más tarde, en 2013, la radio vuelve a cambiar de imagen corporativa y se añaden nuevamente el rock y el reggae a la oferta radiofónica. Al año siguiente, en 2014, se agrega nuevamente el género indie. En 2015, la emisora añade nuevamente a su programación canciones en español de géneros reguetón, música urbana, pop latino, reggae en español y hip hop latino en los fines de semana por la noche.
Un año más tarde, en 2016, estos géneros pasan a la programación diaria de la emisora; además, el género electrónica pasa a escucharse más dentro de la parrilla diaria. Es lanzada al aire el bloque de programación Afterclub, basado en música de ese mismo género.
Sin embargo, en 2017, la emisora elimina la mayor parte de las canciones en español debido a la baja audiencia. Ese mismo año, algunas de sus repetidoras a nivel nacional fueron reemplazadas por Radio Felicidad.
No obstante, un año después, en 2018, Studio 92 agrega nuevamente toda la música urbana latina del momento (reggaetón y trap) a la programación debido a la popularidad de estos géneros, además de quitar el rock y el reggae. Este hecho genera comentarios negativos en las redes sociales por parte de los oyentes quienes critican el nuevo formato. Sin embargo, aun así no aumenta la audiencia de la emisora. 
En febrero de 2019, la emisora incluye algunas canciones de k-pop a su programación debido a la popularidad de este género musical. Dado que el género urbano en aquella época estaba atravesando un fuerte periodo de popularidad, la música urbana latina pasa a la programación habitual.
A inicios del 2020, el Grupo RPP traslada el programa Chino y Adolfo de Studio 92 a Radio Oxígeno con el nombre Traffic Show. El 1 de septiembre de 2020, algunas de sus repetidoras a nivel nacional fueron reemplazadas por Radio La Mega.
Desde 2023, varias repetidoras a nivel nacional fueron reemplazadas por Radio Oxígeno y Radio MegaMix. Al año siguiente, en 2024, DJ Towa es separado de la emisora por acusaciones de agresiones físicas a su expareja. Un año después, el reguetón es eliminado de la programación.

## Logotipos

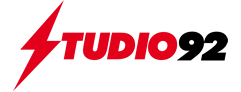
Desde 2013

## Frecuencias

### Actuales
- Arequipa – 107.7 FM

- Cajamarca - 89.9 FM

- Cusco - 101.3 FM

- Ica - 93.9 FM

- Junín - Huancayo – 101.9 FM

- La Libertad - Trujillo – 97.5 FM

- Lambayeque - Chiclayo – 102.9 FM

- Lima - 92.5 FM

- Piura - 92.1 FM

### Anteriores
- Amazonas – Chachapoyas - 94.9 FM (reemplazada por radio local) 1983-2011

- Áncash – Chimbote – 92.3 FM (reemplazada por Radio Oxígeno del Grupo RPP) 1983-2023

- Áncash – Huaraz - 98.9 FM (anteriormente reemplazada por Z Rock & Pop del Corporación Universal y Radio Exitosa del Corporación Universal, actualmente reemplazada por radio local) 1983-2012

- Áncash – Huaraz - 88.7 FM (anteriormente reemplazada por Radio Oxígeno del Grupo RPP, actualmente reemplazada por Radio Exitosa del Corporación Universal) 2012-2019

- Apurimac – Andahuaylas - 102.7 FM (anteriormente reemplazada por Radio Felicidad, actualmente reemplazada por Radio La Zona del Grupo RPP) 2017-2020

- Arequipa – Camaná - 102.9 FM (anteriormente reemplazada por Radio Felicidad, actualmente reemplazada por Radio La Zona del Grupo RPP) 1983-2018

- Arequipa – Majes - 100.1 FM (reemplazada por Radio Oxígeno del Grupo RPP) 1983-2011

- Cusco – 104.9 FM  (reemplazada por Radio Megamix del Grupo RPP) 1983 - 2025

- Huánuco – 89.5 FM (reemplazada por Radio Oxígeno del Grupo RPP) 1983-2023

- Huánuco - Tingo Maria - 106.9 FM (anteriormente reemplazada por Radio Oxígeno del Grupo RPP, actualmente reemplazada por radio local cristiana) 2012-2014

- Junín - Huancayo – 94.3 FM (reemplazada por Radio Oxígeno del Grupo RPP) 1983-2011

- Junín - Tarma - 90.1 FM (reemplazada por radio local) 1983-2011

- La Libertad - Trujillo - 90.3 FM (reemplazada por Radio Felicidad del Grupo RPP) 1983-2011

- Lambayeque - Chiclayo -  94.1 FM (reemplazada por Radio Oxígeno del Grupo RPP) 1983-2011

- Lima - Asia – 91.5 FM (anteriormente reemplazada por Radio La Mega, actualmente reemplazada por Radio Oxígeno del Grupo RPP) 2020

- Moquegua - 98.1 FM (reemplazada por Radio La Zona del Grupo RPP) 2011-2018

- Moquegua - Ilo – 104.1 FM (anteriormente reemplazada por Radio Felicidad, reemplazada por Radio Oxígeno del Grupo RPP) 1983-2018

- Piura - Sullana - 102.9 FM (reemplazada por Radio La Mega del Grupo RPP) 2011 - 2020

- Puno - Juliaca - 107.3 FM (reemplazada por Radio Oxígeno del Grupo RPP) 2011 - 2014

- Puno - Juliaca - 93.3 FM (anteriormente reemplazada por Radio La Mega, actualmente reemplazada por Radio Oxígeno del Grupo RPP) 2017 - 2020

- Ucayali - Pucallpa – 101.9 FM (reemplazada por Radio Oxígeno del Grupo RPP) 1983-2023

## Eslóganes
- 1983-1989: La radio del siglo
- 1989-1991: Master en radio
- 1991-1995: ¡A forro!
- 1995: La radio juvenil del Perú
- 1995-1997: ¡Imparable!
- 1998-1999: Alucinante
- 2000-2001: Déjate ser
- 2001-2003, 2011-2012: La revolución
- 2003-2011, 2012-2013: #1 en tu música
- 2013-2014: La música que viene
- 2015-2025: Primeros en tu música
- Desde 2025: Tu mundo a tu manera